# Stenocercus imitator
Stenocercus imitator — вид ігуаноподібних ящірок родини Tropiduridae. Ендемік Перу.

## Поширення і екологія
Stenocercus imitator мешкають на західних схилах Перуанських Анд в регіонах П'юра, Ламбаєке і Кахамарка. Вони живуть у вологих гірських тропічних лісах і високогірних чагарникових заростях, трапляються на плантаціях. Зустрічаються на висоті від 1200 до 2600 м над рівнем моря.